# In a Garden Green
In a Garden Green to dziewiąty już, studyjny album grupy Sol Invictus, wydany w 1999 roku (zob. 1999 w muzyce).
Przy nagraniach oprócz Tony'ego Wakeforda udział wzięli też Sally Doherty, Karl Blake, Eric Roger i Matt Howden.

## Lista utworów
1. Europa
2. Come the Morning
3. O Rubor Sanguinis
4. Song of the Flower
5. Ave Maria
6. In a Garden Green
7. The Praties Song
8. No One
9. Europa Calling